# Битва при Мергентхайме
Битва при Мергентхайме — сражение Тридцатилетней войны, состоявшееся 2 мая 1645 года между французскими войсками во главе с маршалом Тюренном и баварской армией во главе с Францем фон Мерси. Французская армия была разгромлена.

## Предыстория
В начале кампании 1645 года Мерси отправил 4000 солдат для усиления имперской армии, действующей против шведов. Узнав об этом, Тюренн незамедлительно выступил, пытаясь склонить Мерси к сражению, французская армия, состоящая из 11 000 солдат и 15 орудий, выдвинулась из зимних квартир в Вюртемберг, где лагерем стояла армия Мерси. Тюренн с 6000 армией неуклонно преследовал Мерси, углубляясь в имперские земли, французская армия сильно растянулась от Галле до Штутгарта, в Мергентхайме Тюренн стал лагерем в ожидании подкрепления от гессенцев, его войска были рассеяны по окрестности в поисках сбора фуража для лошадей.

## Битва

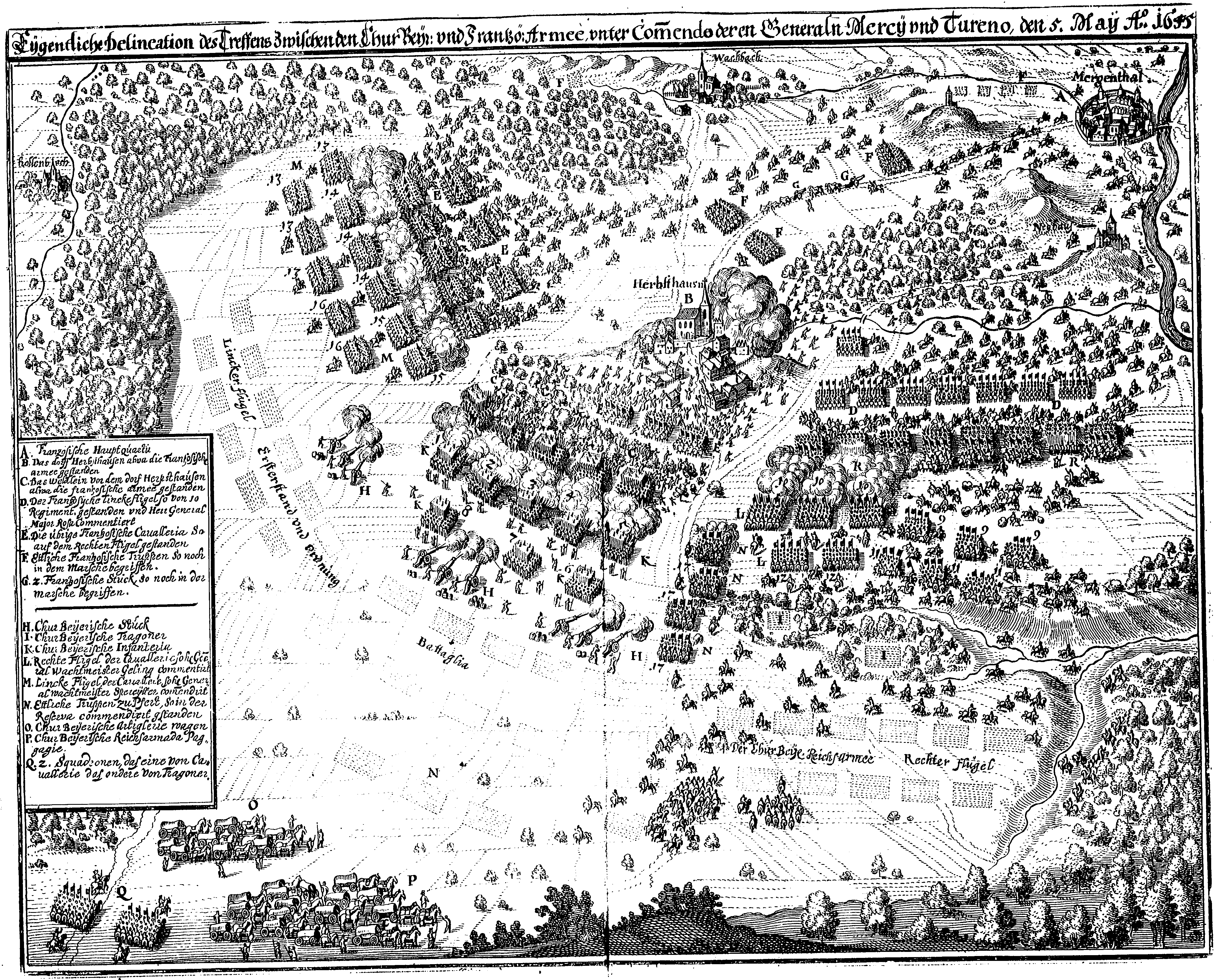
Гравюра: «Битва при Мергентхайме»

В 2:00 2 мая Тюренн, был разбужен новостью о приближении армии Мерси. Он отдает приказ армии перегруппироваться, и посылает сообщение генералу Розену с приказом привести основную армию к Мергентхайму. Розен, игнорируя выгодные позиции и не обращая внимания на численное превосходство противника (на тот момент у него было всего около 3000 пехоты, вся артиллерия и несколько полков кавалерии ещё не прибыли к месту сражения), располагает свои батальоны на равнине близ Мергентхайма. Мерси, видя своё преимущество, после непродолжительного артиллерийского обстрела французских позиций бросает свою пехоту и конницу в бой. Тюренн прибывает на место сражения слишком поздно, чтобы исправить ошибки Розена, французы были уже разбиты.
Битва длилась всего час, за это время Тюренн потерял всю пехоту, а также большую часть своей кавалерии. Ему самому едва удалось избежать плена, и он бежал в Гессен-Кассель, преследуемый Мерси. Баварцы в тот же день отбили две крепости, взяли в плен двух генералов — Шмидберга и Розена, 185 офицеров и 2500 солдат, также захватили четыре пушки и весь обоз противника. Свои потери Мерси восполнил, наняв значительную часть пленных французов.

## Последствия
Кардинал Мазарини посылает герцога Энгиенского возглавить французские войска в Западной Германии, через несколько месяцев объединённые французская и Саксен-Веймарская армии во главе с герцогом Энгиенским, виконтом Тюренном и маршалом Грамоном снова переходят Рейн, и 3 августа во второй битве при Нердлингене наносят баварцам поражение, в этой битве Франц фон Мерси гибнет.